# メンヒ
メンヒ（Mönch）は、アルプス山脈に属するスイスの山。ドイツ語で「修道士」を意味する。アイガー、ユングフラウとともにオーバーラント三山と呼ばれる。ヴァレー州とベルン州の州境に位置する。
1857年8月15日にクリスチャン・アルマーらが初登頂を果たした。1912年以降の登山は、ユングフラウ鉄道のユングフラウヨッホ駅が、メンヒの東の標高3,454 ｍにあるため登頂は困難ではない。

## 山容

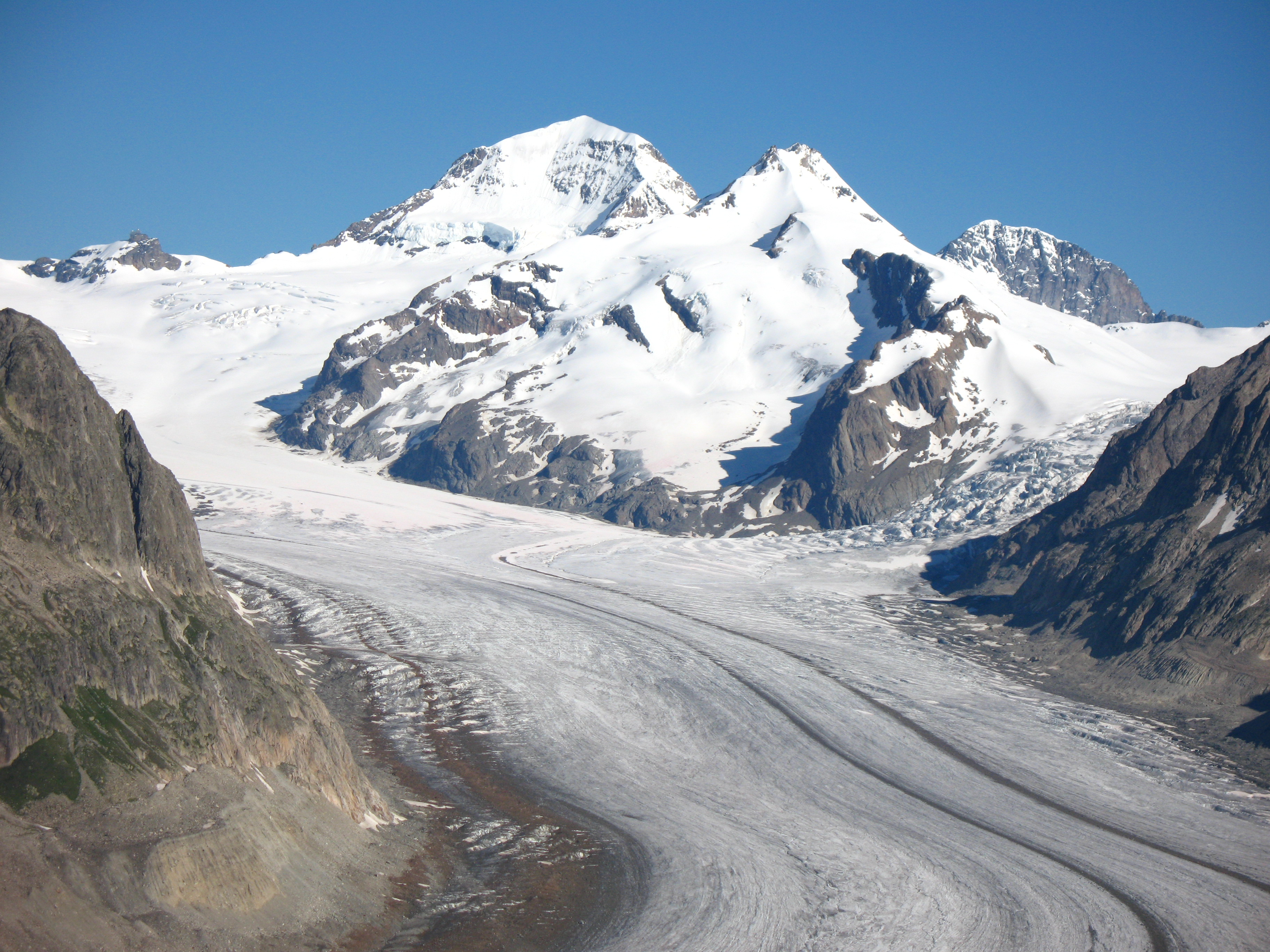
アレッチ氷河とメンヒ
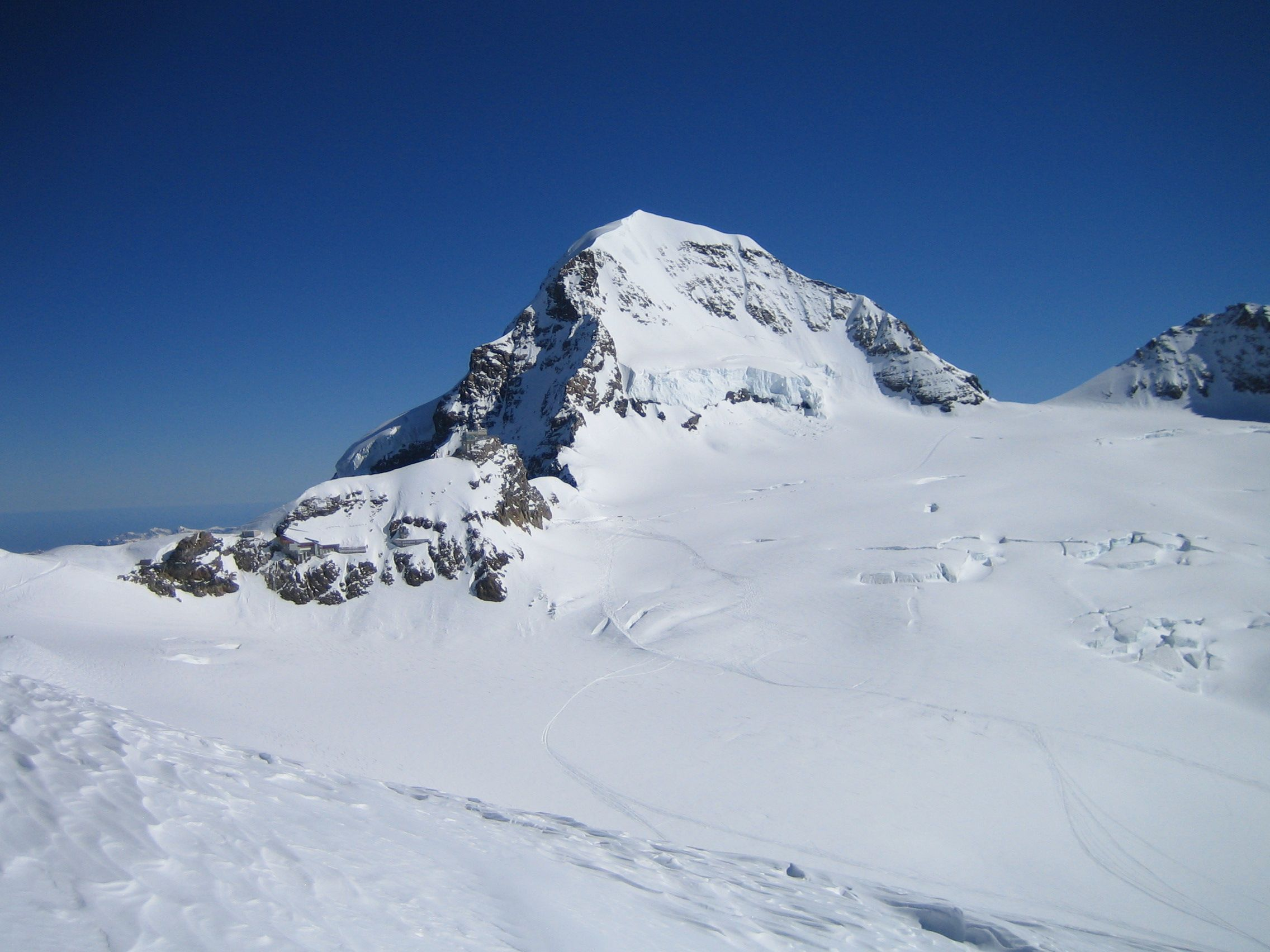
ユングフラウヨッホから見たメンヒ
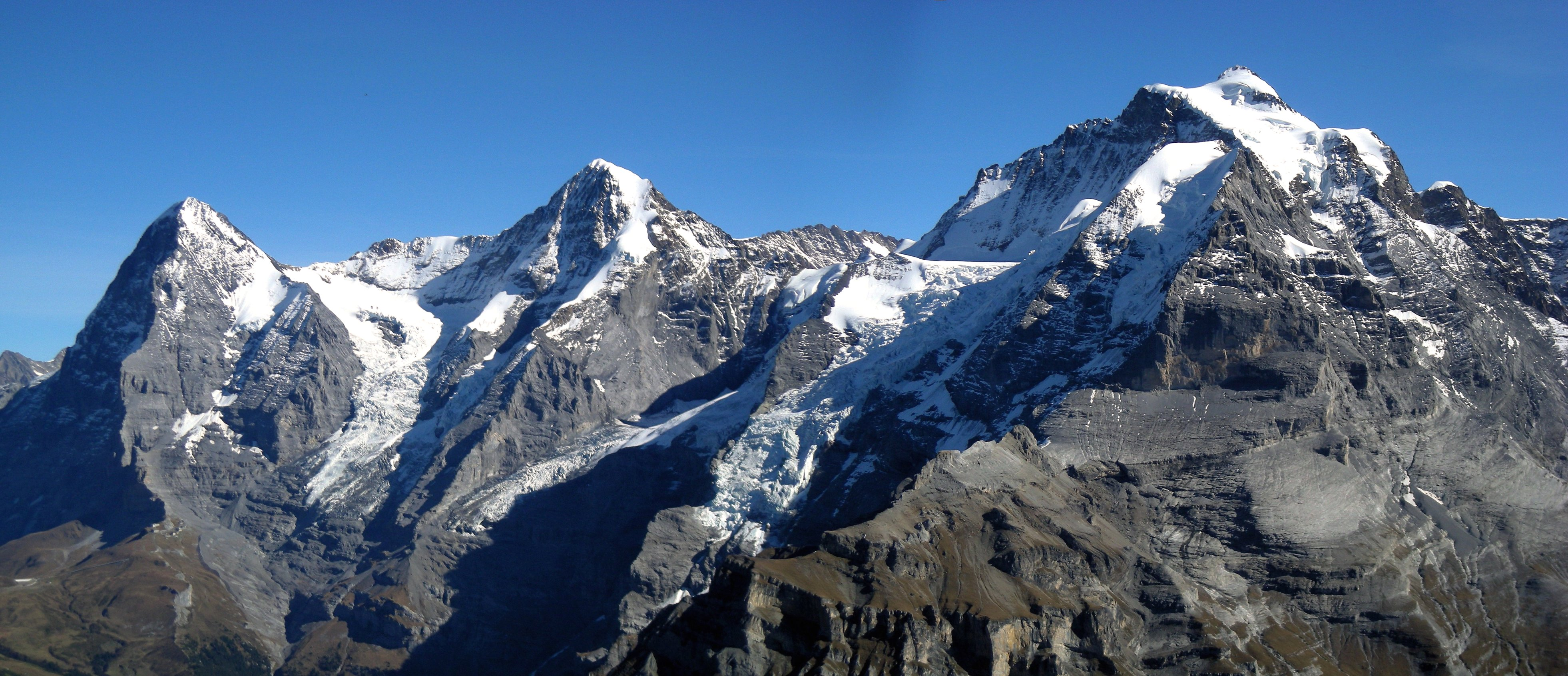
オーバーランド三山を東から望む 左からアイガー、メンヒ、 ユングフラウ